# Dreams of Endless War
Dreams of Endless War är det finländska melodisk death metal-bandet Northers debutalbum, utgivet i januari 2002 på Spinefarm Records och i Japan på Avalon i maj samma år.
Singeln "Released" föregick albumet och gjordes även till musikvideo.

## Låtlista
1. "Darkest Time" – 6:10
2. "Last Breath" – 5:01
3. "Released" – 4:08
4. "Endless War" – 6:49
5. "Dream" – 4:34
6. "Victorious One" – 5:44
7. "Nothing Left" – 4:22
8. "The Last Night" (instrumental) – 2:18
9. "The Final Countdown" (Europe-cover) – 4:22

Bonusspår på den japanska utgåvan
1. "Youth Gone Wild" (Skid Row-cover) – 3:03

## Medverkande
Musiker
- Petri Lindroos – sång, gitarr
- Kristian Ranta – gitarr
- Jukka Koskinen – basgitarr
- Tuomas Planman – keyboard
- Toni Hallio – trummor

Produktion
- Tuomo Valtonen – producent, inspelningstekniker
- Mikko Karmila – mixning
- Mika Jussila – mastering
- Roni Korpas – låtskrivande
- Janne Pitkänen – albumkonst, logotyp
- Toni Härkönen – foto